# Pissy-Pôville

Pissy-Pôville este o comună în departamentul Seine-Maritime, Franța. În 1 ianuarie 2022 avea o populație de 1.279 de locuitori.